# Il microfono è vostro (film)
Il microfono è vostro è un film del 1951 diretto da Giuseppe Bennati, ispirato all'omonimo programma radiofonico. Il soggetto e la sceneggiatura sono firmate dal commediografo Aldo De Benedetti, le musiche da Pippo Barzizza (con diversi numeri musicali di altri musicisti), le scene sono di Flavio Mogherini.
Prodotto dalla Lux Film e dalla RAI (Radio Audizioni Italiane), il film aveva  come interpreti principali Aroldo Tieri, Gisella Sofio, Enrico Luzi, Ada Dondini, Enrico Viarisio, Guglielmo Inglese. Oltre a diversi celebri cantanti e direttori d'orchestra, vi appaiono anche Nunzio Filogamo, Franco Parenti, Franco Pucci.

## Trama
Un po' annoiata dalla sua vita borghese, la giovane Maria Variani, figlia di un professore, quando conosce Bruno, che fa parte di un gruppo jazz di dilettanti, si lascia convincere a raggiungere la band che si esibisce durante il programma radiofonico Il microfono è vostro. Nonostante il parere contrario della zia che l'accompagna, Maria canta una canzone, riscuotendo un grande successo ma non vuole rivelare agli organizzatori il proprio nome. Tornata alla sua vita normale e al fidanzato (un grosso industriale delle conserve di pomodoro), la ragazza finirà per cedere ancora una volta quando la richiedono come cantante per una registrazione alla RAI. Per un caso, anche Filippo, il fidanzato, si reca negli studi per siglare un contratto pubblicitario. Il funzionario, soddisfatto del nuovo grosso cliente, si offre di accompagnarlo a visitare le varie sale, facendolo così assistere ad alcuni numeri musicali nei diversi studi. Stupefatto, Filippo vede alla fine anche Maria che, elegantemente vestita e agghindata, cerca di negare di conoscerlo dichiarando di chiamarsi Susanna Impallomeni (un nome falso inventato dai ragazzi della band). Anche se a fatica, Filippo si convince che quella sofisticata ragazza non è Maria. Si mette a farle la corte, coprendola di regali che fa recapitare al suo falso indirizzo (in realtà, la pensione dove vivono due dei musicisti). Maria, irritata per il comportamento di Filippo che la tratta, da Susanna, con tutte le attenzioni mentre trascura la fidanzata (lei), sta al gioco per vendicarsi. Lui le promette che farà di lei una grande cantante e la presenta a un impresario italo-americano che sembra entusiasta della voce della giovane. I tre si recano insieme alla segheria dove la band fa le sue prove, ma il chiasso che provocano fa intervenire la polizia che porta tutti (tranne l'impresario), al commissariato. La confusione che ne nasce, il fatto che Maria non abbia documenti e che venga scambiata per una donnina, li fa finire tutti in cella. Vengono convocati anche il commendator Variani e zia Camilla, ma Variani, che è un po' rintronato, non chiarisce niente e finisce in cella pure lui insieme alla sorella. Alla fine, Filippo riesce a farsi riconoscere come uno dei più importanti industriali italiani, sostenuto anche dalle dichiarazioni del falso impresario che si rivela essere il suo segretario. Rivela alla fidanzata che aveva capito benissimo che Susanna era lei, assecondandola poi in quella piccola voglia di avventura. Ora le propone di continuare a cantare o, in alternativa, a sposarlo e lei decide di rientrare nei ranghi: sarà una brava moglie. Filippo pensa anche all'orchestrina che ingaggia per fare pubblicità ai suoi pomodori.

## Produzione
Il film fu l'esordio alla regia per Giuseppe Bennati.

### Numeri musicali
- Luna rossa, voce e chitarra di Rino Salviati
- Vecchia America di Lelio Luttazzi cantata dal Quartetto Cetra.
- Vola colomba, cantata da Nilla Pizzi, direzione orchestrale di Cinico Angelini